# L'Offrande à l'amour
L'Offrande à l'amour (Жертвы Амуру, или Радости любви) est un grand ballet en un acte et une scène chorégraphié par Marius Petipa sur une musique de Léon Minkus,  spécialement créé pour la prima ballerina, Evguenia Sokolova.

## Histoire
Ce ballet, dans le goût du XVIIIe siècle sans doute inspiré de Didelot, a été présenté pour la première fois par le Ballet impérial le 22 juillet/3 août 1886 au théâtre de Peterhof en l'honneur de l'impératrice Marie Fiodorovna, puis le 25 novembre/7 décembre 1886 au tout nouveau Théâtre Mariinsky. C'est ici dans le rôle de Chloë qu'Evguenia Sokolova fait ses adieux à la scène pour une représentation à bénéfice après vingt ans de carrière.
Cette œuvre est le dernier ballet de Minkus en Russie, son poste de « premier compositeur de musique de ballet pour les Ballets impériaux » ayant été ensuite supprimé par le directeur Ivan Vsevolojski.

## Argument
Le temple de l'amour se dresse au milieu d'une forêt et les bergers et les bergères viennent déposer des offrandes. Apparaît Hylas qui dépose une couronne de roses au pied de la statue. Lise, son aimée, arrive, mais elle est prise de jalousie car elle pense qu'Hylas a déposé ces fleurs pour l'amour d'une autre bergère. Après des reproches, elle lui pardonne et tous les deux se jurent un amour éternel. Les bergers et bergères dansent pour exprimer leur joie. Pâris arrive et se lance à la recherche de Chloë. Celle-ci finit par arriver et écoute le chant des oiseaux, sans se douter que c'est Pâris lui-même qui imite le chant du rossignol. Chloë court d'arbre en arbre pour attraper le rossignol.
Elle finit par retrouver Pâris, s'ensuit une petite scène de jalousie qui se termine par un baiser passionné. Soudain, Vénus fait son entrée de l'intérieur du temple. Chloë quitte Pâris et se cache dans la forêt, mais Vénus promet de protéger les amoureux. Cupidon arrive avec son cortège. Considérant que les offrandes laissées pour lui sont de piètre mérite, il se prépare à détruire son temple. Mais Vénus l'en empêche; les bergers et les bergères tombent à ses pieds. Cupidon se tourne alors vers sa mère qui pardonne et unit les couples d'amoureux. L'Hymen arrive leur affirmant que le vrai bonheur réside dans l'amour. Les amoureux se lancent dans des danses pleines d'enthousiasme.

## Distribution originelle
- Chloë: Evguenia Sokolova
- Lise: Maria Gorchenkova
- Vénus: Marie Petipa
- Cupidon: Pavel Gerdt[1]

## Reprises
- Reprise par Lev Ivanov pour le Ballet impérial; la première a lieu le 26 septembre/8 octobre 1893 au Théâtre impérial Mariinsky. Le rôle de Chloë est dansé par Olga Préobrakenska.